# Pittier (distrito)
Pittier es un distrito del cantón de Coto Brus, en la provincia de Puntarenas, de Costa Rica.

## Historia
Pittier fue creado el 29 de noviembre de 1988 por medio de Acuerdo 428.

## Geografía
Pittier cuenta con un área de 257,05 km² y una altitud media de 1040 m s. n. m.

## Demografía
Para el año 2022, Pittier cuenta con una población estimada de 3013 habitantes, y para el último censo efectuado, en 2011, Pittier contaba con una población de 2758 habitantes.

## Localidades
- Cabecera: Santa Elena
- Poblados: Aguacaliente, Camaquiri, Cocorí, Coto Brus (parte), Fila Méndez, Fila Naranjo, Fila Tigre, Marías, Monterrey, Palmira, Santa Fe.

## Transporte

### Carreteras
Al distrito lo atraviesan las siguientes rutas nacionales de carretera:
- Ruta nacional 246
- Ruta nacional 612